# Syntrichura placida
Syntrichura placida är en fjärilsart som beskrevs av Druce 1884. Syntrichura placida ingår i släktet Syntrichura och familjen björnspinnare. Inga underarter finns listade i Catalogue of Life.